# Juan Diego

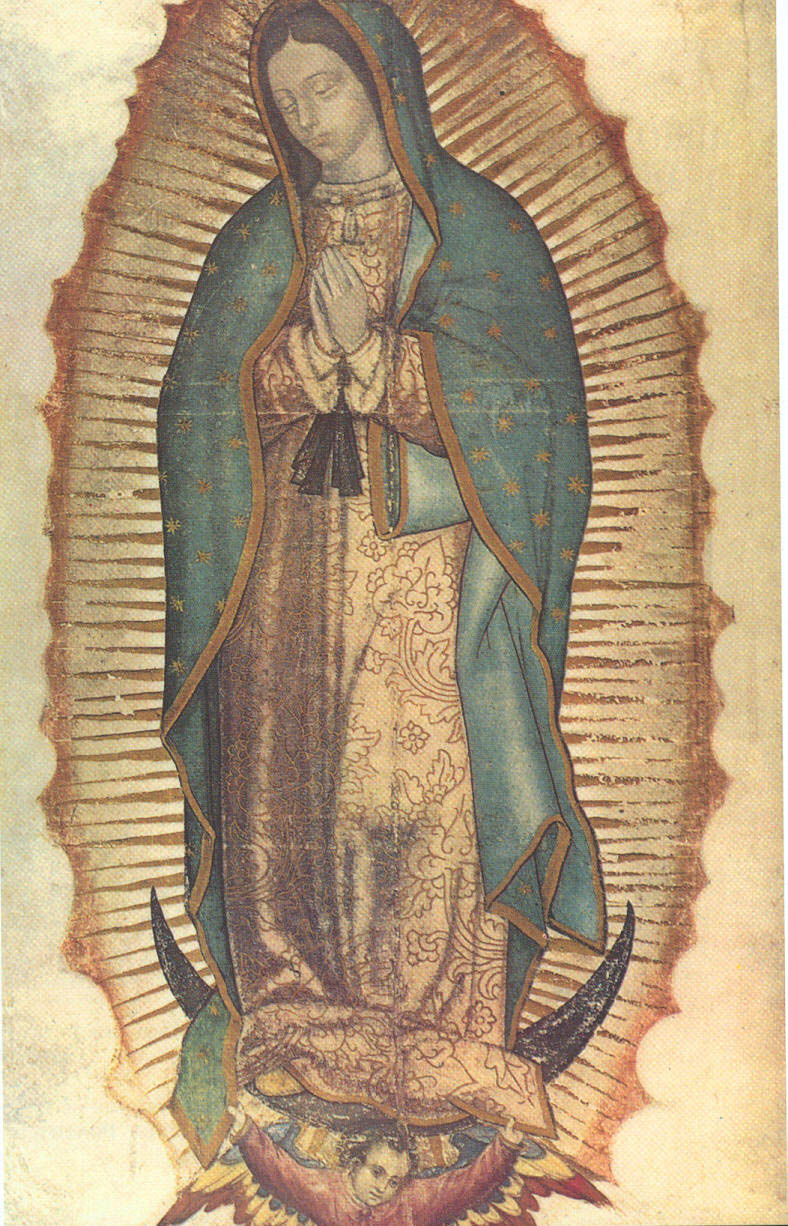
A Guadalupei Szűzanya

Juan Diego vagy Juan Diego Cuauhtlatoatzin (1474 – 1548. május 30.) mexikói indián volt, akinek a feljegyzések szerint 1531-ben megjelent a Guadalupei Szűzanya a Tepeyac dombon, amely ma a világ leglátogatottabb zarándokhelye. 2002. július 31-én Juan Diegót szentté avatta a római katolikus egyház, és ezzel az első amerikai indián szent lett.
Életéről a legtöbbet a Nican Mopohua című 1649-ben kiadott navatl nyelvű traktátusból tudunk. (Ezt Luis Laso de la Vega tepeyaci vikárius adta ki; egyházi kutatók szerint forrása az indián Antonio Valeriano jóval korábbi műve volt, de sok történész ezt vitatja.)

## Élete
A Nican Mopohua szerint Juan Diego 1474-ben született a cuauhtitláni Tlayacac calpulliban, egy kis faluban Tenocstitlan azték fővárostól (ma Mexikóváros) húsz kilométernyire északra. Eredeti indián neve Cuauhtlatoatzin (más írásmódokkal Quauhtatoatzin, Guauhtlatoatzin vagy Cuatliztactzin) volt, ami navatl nyelven azt jelenti: ’Beszélő Sas’[forrás?]. Juan Diego földművelő volt.
Már 47 éves volt, amikor 1521-ben Hernán Cortés elfoglalta az azték fővárost. 1524-ben megérkezett Tenochtitlánba az első 12, ferences rendi misszionárius. Cuauhtlatoatzin és felesége az elsők között lehettek, akik az őslakosok közül a keresztény hitre tértek, 1524-ben, illetve 1525-ben. Ő maga a Juan Diego, felesége a Maria Lucia keresztény nevet kapta. Családi életükről alig lehet valamit tudni. A források szerint Juan Diego apa volt, de az nem ismert, hány gyermekük volt.
Megtérésük után Tolpetlacba, a tenochtitláni keresztény misszióhoz közelebb költöztek. 1529-ben Maria Lucia egy betegségben meghalt.

## A tepeyaci jelenés
A fennmaradt írásos dokumentumok négy jelenésről számolnak be. Ezek tanúsága szerint Szűz Mária arra kérte az egyszerű indiánt, hogy vigye üzenetét a püspökhöz, miszerint: „Forró kívánságom, hogy egy istenházát építsenek, ahol megmutathatom az emberek iránti teljes szeretetemet, együttérzésemet és irgalmamat, ahol megajándékozhatom őket segítségemmel és védelmemmel.” A püspök jelet kért, Juan Diego pedig, aki mindeközben halálos beteg nagybátyjának papot keresve küldetését egy időre félre akarta tenni, útközben találkozott a jelenések csodálatos Asszonyával, aki rokonának gyógyulást ígért, őt pedig arra kérte: gyűjtsön rózsákat azon a helyen, ahol előzőleg találkoztak. Amikor az indián a virágokat a püspök elé vitte és kötényéből a földre szórta, a főpap előtt világossá vált, hogy Juan Diegót a Szűzanya küldte. Az egyszerű indián köpenyen Jézus Anyjának máig sem fakuló egész alakos képe volt látható. Zumarraga püspök fel is építtette a Tepeyac hegyén a Mária-szentélyt, melyet a Guadalupei Szűzanya tiszteletére szenteltek. Ott helyezték el a Mária-képpel ékesített szegényes indián köpenyt, a tilmàtlit.